# أحمد عبد الله (لاعب كرة قدم مالديفي)
أحمد عبد الله مواليد 11 مارس 1987 في المالديف، هو لاعب كرة قدم مالديفي يلعب مع نادي نيو راديانت كمدافع.

## المسيرة الاحترافية

### أندية لعب لها
- نادي نيو راديانت

## روابط خارجية
- أحمد عبد الله على موقع قاعدة بيانات كرة القدم.إي يو (الإنجليزية)
- أحمد عبد الله على موقع ناشيونال فوتبول تيمز (الإنجليزية)